# البغدادي (العراق)
البغدادي أو خان البغدادي، مدينة عراقية تابعة إدارياً لقضاء هيت بمحافظة الأنبار. تقع غرب العراق على ضفاف نهر الفرات، وبها منارة شيدت في زمن الفاطميين كما تمتاز بموقعها السياحي ففيها تجتمع كثير من المزايا لتكون مدينة سياحية حيث تجتمع الخضرة في بساتينها بنخيلها وأشجار الحمضيات والمرتفعات الجبلية والنهر الممتد لمسافة تزيد على 20 كم من بدايتها إلى نهايتها حيث انشأت المقاهي والمطاعم على ضفاف النهر لتكون مكان راحة واستجمام للمسافرين والزائرين الذين ينشدون الهدوء والمناظر الخلابة. وتسكن فيها عشائر عديدة من قبيلة العبيد والشمر توجد قربها قاعدة عسكرية عراقية كبيرة احتلّها الجيش الأمريكي سنة 2003 وكانت قبل الاحتلال قاعدة جوية للجيش العراقي. وتسمى قاعدة عين الأسد الجوية (سابقا قاعدة القادسية).